# Paralephana flavilinea
Paralephana flavilinea là một loài bướm đêm trong họ Noctuidae.